# 数字恶魔物语 女神转生
《数字恶魔物语 女神转生》是一款由Atlus制作、南梦宫发行的角色扮演类游戏。本游戏于1987年9月11日在日本地区紅白機发行。本游戏根据西谷史的小说《数字恶魔物语》改编。
本作採用的多個元素，往後成為女神轉生系列作品的固定設定。其中包括第一人稱視角的地牢和捕捉惡魔系統。

## 玩法
《数字恶魔物语 女神轉生》是一款传统的角色扮演类游戏。玩家控制一组2个人类和一些恶魔的队伍。这群队伍使用第一人称视角探索地下城。战役是回合制，当探索地下城时，会随机发生。

## 制作
《数字恶魔物语 女神轉生》源于日本作家西谷史所写的科幻小说三部曲。小说由德間書店出版，在日本获得巨大成功。小说第一次引入了原創動畫錄影帶（OVA）。其重新叙述了最初小说的事件。随着OVA在1987年完成，德間書店決定將系列引入電子遊戲。

## 评价
《Fami通》將Altus的3D地下城遊戲與《Deep Dungeon系列》進行對比。讚揚本遊戲的玩法和設定。